# Curt Siodmak
Curt Siodmak (ur. 10 sierpnia 1902 w Dreźnie, zm. 2 września 2000 w Three Rivers) – amerykański scenarzysta i pisarz niemieckiego pochodzenia.

## Życiorys
Zanim rozpoczął karierę pisarską był matematykiem. W 1929 roku zrealizował wraz ze swoim starszym bratem Robertem Siodmakiem i Edgarem Ulmerem film Menschen am Sonntag (pol. Ludzie w niedzielę), do którego scenariusz napisał Billy Wilder. W następnych latach napisał wiele nowel, scenariuszy i krótkich historyjek. Wchodziły one w skład F.P.1 Antwortet Nicht (pol. F.P.1 Bez odpowiedzi). W 1933 roku nakręcił na tej podstawie film z udziałem Hansa Albersa i Petera Lorre’a.
Siodmak postanowił wyemigrować, gdy usłyszał antysemickie przemówienie nazistowskiego ministra Josepha Goebbelsa. Osiedlił się w Anglii, gdzie pracował jako scenarzysta. W 1937 roku wyjechał do Stanów Zjednoczonych. Jego największym scenariuszem był Wilkołak, który stał się najpopularniejszym potworem po Draculi i Frankensteinie.
Powieść science-fiction Mózg Donovana stała się bestsellerem i była wiele razy ekranizowana. Inne filmy, które są jego dziełem to Ziemia przeciwko latającym spodkom, Spacerowałem z zombie, Bydlę z pięcioma palcami. Autor powieści Ciało Gabriela.